# Kolumbia (napój)

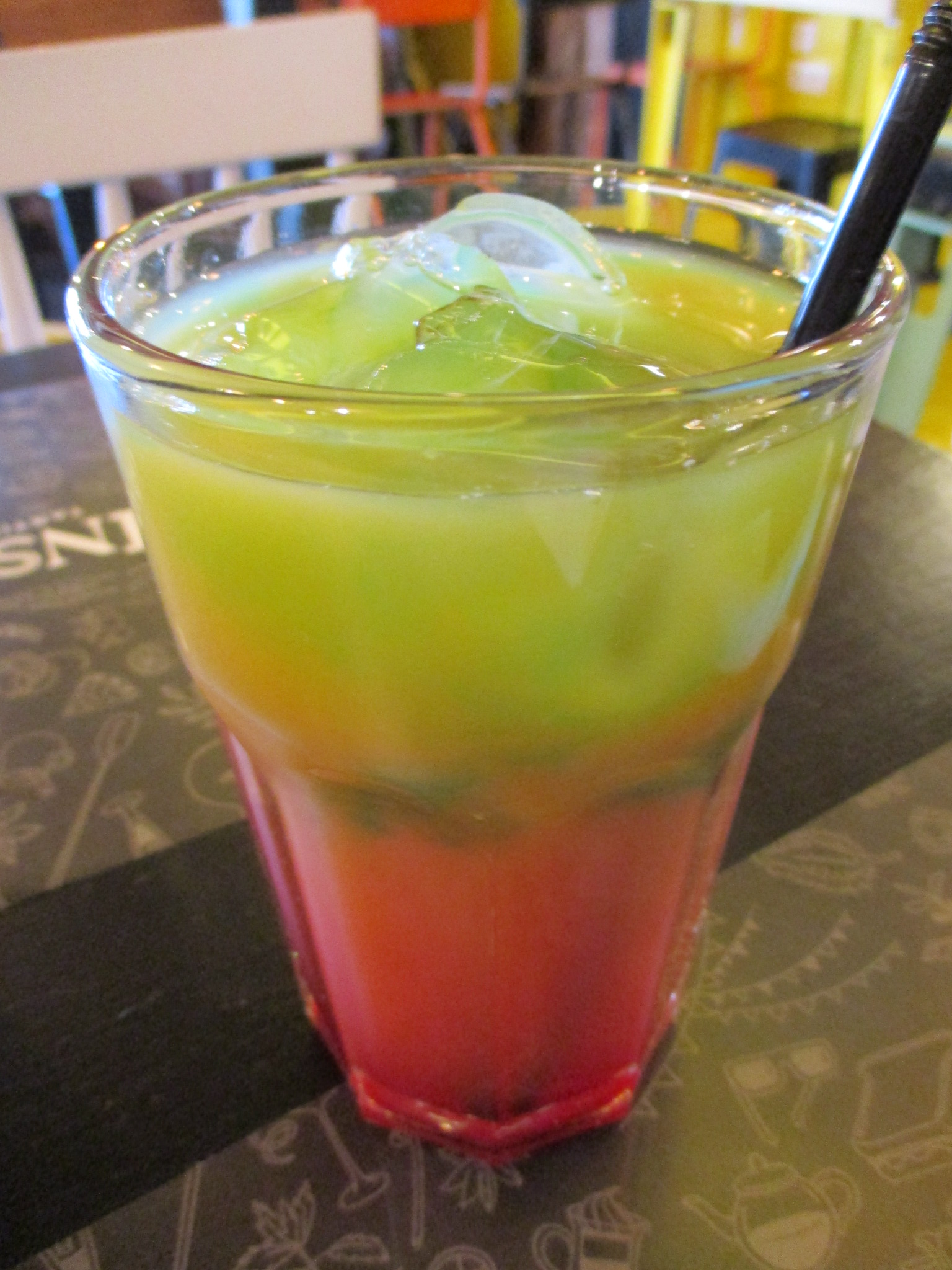
Przykładowe podanie Kolumbii

Kolumbia – koktajl alkoholowy przygotowywany z wódki, curaçao i soku pomarańczowego, z dodatkiem owocu granatu i cytryny.
Nazwa koktajlu bierze się z faktu, że po połączeniu wszystkich produktów potrzebnych do przygotowania drinka przybiera on kolory: żółty, niebieski i czerwony, czyli kolory występujące na fladze Kolumbii.